# Gynoplistia yarra
Gynoplistia yarra är en tvåvingeart som beskrevs av Günther Theischinger 1993. Gynoplistia yarra ingår i släktet Gynoplistia och familjen småharkrankar. Inga underarter finns listade i Catalogue of Life.